# Cuneo Volley
Cuneo Volley – włoski klub siatkarski kobiet, powstały w 2003 w Cuneo. Klub od sezonu 2018/2019 występuje w rozgrywkach Serie A1.

## Kadra

### Sezon 2023/2024[2]
| Nr | Imię i nazwisko       | Data ur. | Wzrost | Pozycja      |
| -- | --------------------- | -------- | ------ | ------------ |
| 2  | Francesca Scola       | 2001     | 183    | rozgrywająca |
| 4  | Saly Alma Thior       | 2004     | 177    | środkowa     |
| 5  | Alice Tanase          | 2000     | 183    | przyjmująca  |
| 6  | Federica Ferrario     | 2001     | 162    | libero       |
| 7  | Amandha Marine Sylves | 2000     | 193    | środkowa     |
| 8  | Lena Stigrot          | 1994     | 184    | przyjmująca  |
| 9  | Anna Adelusi          | 2003     | 185    | atakująca    |
| 10 | Madison Kubik         | 2001     | 190    | przyjmująca  |
| 12 | Terry Enweonwu        | 2000     | 187    | atakująca    |
| 13 | Noemi Signorile       | 1990     | 183    | rozgrywająca |
| 14 | Anna Hall             | 1999     | 185    | środkowa     |
| 15 | Serena Scognamillo    | 2001     | 170    | libero       |
| 17 | Anna Haak             | 1996     | 179    | przyjmująca  |
| 21 | Beatrice Molinaro     | 1995     | 190    | środkowa     |

### Sezon 2022/2023
| Nr | Imię i nazwisko       | Data ur. | Wzrost | Pozycja      |
| -- | --------------------- | -------- | ------ | ------------ |
| 1  | Sofja Kuzniecowa      | 1999     | 184    | przyjmująca  |
| 3  | Danielle Barton-Drews | 1999     | 181    | przyjmująca  |
| 6  | Agnese Cecconello     | 1990     | 190    | środkowa     |
| 7  | Lara Caravello        | 1994     | 176    | libero       |
| 8  | Camilla Basso         | 2006     | 181    | środkowa     |
| 9  | Beatrice Agrifoglio   | 1994     | 178    | rozgrywająca |
| 10 | Gréta Szakmáry        | 1991     | 185    | przyjmująca  |
| 11 | Lucille Gicquel       | 1997     | 189    | atakująca    |
| 12 | Francesca Magazza     | 2002     | 172    | przyjmująca  |
| 13 | Noemi Signorile       | 1990     | 183    | rozgrywająca |
| 14 | Anna Hall             | 1999     | 185    | środkowa     |
| 16 | Sara Caruso           | 2001     | 193    | środkowa     |
| 18 | Bintu Diop            | 2002     | 194    | atakująca    |
| 20 | Alice Gay             | 2002     | 165    | libero       |

### Sezon 2021/2022
| Nr | Imię i nazwisko     | Data ur. | Wzrost | Pozycja      |
| -- | ------------------- | -------- | ------ | ------------ |
| 1  | Sofja Kuzniecowa    | 1999     | 184    | przyjmująca  |
| 2  | Alice Degradi       | 1996     | 181    | przyjmująca  |
| 4  | Federica Squarcini  | 2000     | 184    | środkowa     |
| 5  | Ilaria Spirito      | 1994     | 174    | libero       |
| 6  | Gaia Giovannini     | 2001     | 182    | przyjmująca  |
| 7  | Elisa Zanette       | 1996     | 193    | atakująca    |
| 9  | Beatrice Agrifoglio | 1994     | 178    | rozgrywająca |
| 11 | Lucille Gicquel     | 1997     | 189    | atakująca    |
| 13 | Noemi Signorile     | 1990     | 183    | rozgrywająca |
| 16 | Sara Caruso         | 2001     | 193    | środkowa     |
| 18 | Marrit Jasper       | 1996     | 180    | przyjmująca  |
| 20 | Alice Gay           | 2002     | 165    | libero       |
| 22 | Federica Stufi      | 1988     | 186    | środkowa     |

### Sezon 2020/2021
| Nr | Imię i nazwisko                 | Data ur. | Wzrost | Pozycja      |
| -- | ------------------------------- | -------- | ------ | ------------ |
| 1  | Erblira Bici                    | 1995     | 186    | atakująca    |
| 2  | Alice Degradi                   | 1996     | 181    | przyjmująca  |
| 3  | Massiel Matos (od 07.01.2021)   | 1998     | 184    | przyjmująca  |
| 5  | Alice Turco                     | 2000     | 180    | rozgrywająca |
| 6  | Gaia Giovannini                 | 2001     | 182    | przyjmująca  |
| 8  | Sonia Candi                     | 1993     | 187    | środkowa     |
| 9  | Olga Strandzali (do 07.01.2021) | 1996     | 185    | przyjmująca  |
| 12 | Francesca Fava                  | 1998     | 182    | środkowa     |
| 13 | Noemi Signorile                 | 1990     | 183    | rozgrywająca |
| 14 | Milka Stijepić                  | 1998     | 184    | atakująca    |
| 15 | Giorgia Zannoni                 | 1998     | 171    | libero       |
| 16 | Katerina Zakchaiu               | 1998     | 192    | środkowa     |
| 19 | Adelina Budăi-Ungureanu         | 2000     | 187    | przyjmująca  |
| 20 | Alice Gay                       | 2002     | 165    | libero       |

### Sezon 2019/2020[3]
| Nr | Imię i nazwisko         | Data ur. | Wzrost | Pozycja      |
| -- | ----------------------- | -------- | ------ | ------------ |
| 1  | Carlotta Cambi          | 1996     | 176    | rozgrywająca |
| 3  | Yamila Nizetich         | 1989     | 183    | przyjmująca  |
| 6  | Srna Marković           | 1996     | 184    | przyjmująca  |
| 7  | Laura Frigo             | 1990     | 185    | środkowa     |
| 8  | Sonia Candi             | 1993     | 187    | środkowa     |
| 9  | Beatrice Agrifoglio     | 1994     | 178    | rozgrywająca |
| 10 | Lise Van Hecke          | 1992     | 187    | atakująca    |
| 11 | Gloria Baldi            | 1993     | 185    | atakująca    |
| 14 | Madison Rigdon          | 1995     | 183    | przyjmująca  |
| 15 | Giorgia Zannoni         | 1998     | 171    | libero       |
| 18 | Marina Zambelli         | 1990     | 187    | środkowa     |
| 19 | Adelina Budăi-Ungureanu | 2000     | 187    | przyjmująca  |
|    | Francesca Marcon        | 1983     | 180    | przyjmująca  |

### Sezon 2018/2019[4]
| Nr | Imię i nazwisko    | Data ur. | Wzrost | Pozycja      |
| -- | ------------------ | -------- | ------ | ------------ |
| 1  | Alessandra Baiocco | 1996     | 180    | libero       |
| 2  | Wilma Salas        | 1991     | 188    | przyjmująca  |
| 6  | Srna Marković      | 1996     | 184    | przyjmująca  |
| 8  | Áurea Cruz         | 1982     | 182    | przyjmująca  |
| 9  | Anna Kaczmar       | 1985     | 180    | rozgrywająca |
| 10 | Lise Van Hecke     | 1992     | 187    | atakująca    |
| 11 | Sara Menghi        | 1983     | 183    | środkowa     |
| 12 | Francesca Bosio    | 1997     | 180    | rozgrywająca |
| 15 | Júlia Kavalenka    | 1999     | 193    | atakująca    |
| 16 | Jole Ruzzini       | 1984     | 162    | libero       |
| 18 | Marina Zambelli    | 1990     | 187    | środkowa     |
| 19 | Floriana Bertone   | 1992     | 202    | środkowa     |
| 23 | Giulia Mancini     | 1998     | 183    | środkowa     |

### Sezon 2017/2018[5]
| Nr | Imię i nazwisko       | Data ur. | Wzrost | Pozycja      |
| -- | --------------------- | -------- | ------ | ------------ |
| 1  | Federica Mastrodicasa | 1988     | 182    | środkowa     |
| 3  | Ludovica Dalia        | 1984     | 180    | rozgrywająca |
| 5  | Giorgia Caforio       | 1994     | 168    | libero       |
| 7  | Ludovica Guidi        | 1992     | 185    | środkowa     |
| 8  | Valentina Re          | 1996     | 175    | przyjmująca  |
| 9  | Eleonora Bruno        | 1994     | 180    | libero       |
| 10 | Alessandra Baiocco    | 1996     | 180    | libero       |
| 11 | Enrica Borgna         | 1986     | 180    | przyjmująca  |
| 13 | Anna Aliberti         | 1996     | 179    | środkowa     |
| 14 | Tereza Vanžurová      | 1991     | 186    | atakująca    |
| 15 | Floriana Bertone      | 1992     | 202    | środkowa     |
| 16 | María Segura          | 1992     | 185    | przyjmująca  |
| 18 | Lidia Bonifazi        | 1988     | 176    | rozgrywająca |